# 박상면 (배우)
박상면(1968년 1월 27일~)은 대한민국의 배우이다.
박상면은 1968년에 서울특별시에서 태어났다. 이후 서울홍파초등학교, 보성중학교, 보성고등학교를 졸업했으며 서울예술대학교에 입학했다.
1986년에 연극배우 데뷔, 1993년 뮤지컬배우 데뷔, 1995년 영화 《보스》를 통하여 영화배우 데뷔하였으며 1999년 이후 텔레비전 드라마에도 출연하였다.
무명 연기자 시절이던 1988년 2월 당시 1년 연하녀 첼로 연주가 김수경을 처음 만나 교제, 무려 7년 후 1995년 11월, 자신의 아이를 임신 중이던 그녀와 연애 결혼하여 1996년 3월 25일, 딸 박윤진을 얻었다.

## 학력
- 서울홍파초등학교(졸업)
- 보성중학교(졸업)
- 보성고등학교(졸업)
- 서울예술대학교 연극학과(전문학사)

## 출연 작품

### 영화
- 1996년 《보스》 ... 상면 역(단역)
- 1997년 《넘버 3》 ... 박재철(재떨이) 역(단역)
- 1997년 《창》 ... 2호집 포주 역(단역)
- 1997년 《로켓트는 발사됐다》 ... (단역)
- 1998년 《투캅스 3》 ... 수하 1 역(단역)
- 1999년 《닥터 K》 ... 박호동 역
- 1999년 《신장개업》 ... 주방장 역
- 1999년 《인정사정 볼 것 없다》 ... 짱구 역(특별출연)
- 2000년 《리베라 메》 ... 박한무 역
- 2000년 《반칙왕》 ... 태백산 역
- 2000년 《하면 된다》 ... 심충언 역
- 2001년 《휴머니스트》 ... 아메바 역
- 2001년 《달마야 놀자》 ... 불곰 역
- 2001년 《조폭 마누라》 ... 강수일 역
- 2002년 《좋은 사람 있으면 소개시켜 줘》 ... 도입부 가입회원 역(우정출연)
- 2002년 《도둑맞곤 못살아》 ... 고상태 역
- 2002년 《유아독존》 ... 만수 역
- 2003년 《은장도》 ... 옆방 남자 역(특별출연)
- 2005년 《잠복근무》 ... 담임 역(우정출연)
- 2005년 《강력3반》 ... 파출소장 역(특별출연)
- 2007년 《바람 피기 좋은 날》 ... 이슬 남편 역(우정출연)
- 2007년 《상사부일체》 ... 대가리 역
- 2007년 《권순분 여사 납치사건》 ... 안재도 역
- 2009년 《주유소 습격사건 2》 ... 망치 역
- 2013년 《7번방의 선물》 ... 수형자 '박상면' 역(첫 천만영화)
- 2014년 《백프로》 ... 병우 아버지 역
- 2014년 《연애의 발동: 상해여자, 부산남자》 ... 경찰 역
- 2015년 《늙은 자전거》 ... 복남 역
- 2016년 《연애의 발동: 상해 여자, 부산 남자》 ... 경찰 역(까메오)
- 2023년 《리바운드》 ... 50대 남자 역(특별출연)

### 드라마
- 1997년 MBC 일일시트콤 《남자 셋 여자 셋》 ... (단역)
- 1999년 MBC 특별기획드라마 《왕초》 ... 하마 역
- 1999년 MBC 일일시트콤 《점프》 ... 홍석천 교수의 외종사촌 남동생 박상면 역(단역)
- 2000년 MBC 주간시트콤 《세 친구》 ... 박상면 역
- 2000년 MBC 미니시리즈 《나쁜 친구들》 ... 홍주곤 역
- 2001년 MBC 주말연속극 《그 여자네 집》 ... 김대웅 역
- 2001년 MBC 주간시트콤 《연인들》 ... 박상면 역
- 2002년 SBS 드라마스페셜 《별을 쏘다》 ... 바다 역
- 2003년 SBS 대기획 《올인》 ... 임대치(불곰파 대장) 역
- 2003년 SBS 주간시트콤 《형사》
- 2004년 KBS 월화드라마 《꽃보다 아름다워》 ... 박영민 역
- 2004년 SBS 주말특별기획 《폭풍 속으로》 ... 안동수 역
- 2005년 SBS 주말특별기획 《그린 로즈》 ... 이춘복 역
- 2006년 SBS 설날특집극 《박치기왕》 ... 김철석 역
- 2006년 KBS 대하드라마 《서울 1945》 ... 박창주 역
- 2006년 KBS 일일시트콤 《웃는 얼굴로 돌아보라》 ... 이상면 역
- 2007년 MBC 주말연속극 《문희》 ... 김영철 역
- 2007년 슈퍼액션 《도시괴담 데자뷰 시즌 1》 ... 스토리텔러 역
- 2008년 MBC 가정의달특집극 《우리들의 해피엔딩》 ... 강중기 역
- 2008년 OCN 미니시리즈 《여사부일체》 ... 김상중 역
- 2008년 KBS 미니시리즈 《연애결혼》 ... 류 사장 역
- 2009년 tvN 주간시트콤 《세 남자》 ... 박상면 역
- 2009년 SBS 연말특집극 《아버지의 집》
- 2010년 KBS 미니시리즈 《신데렐라 언니》 ... 구태규 역
- 2010년 KBS 미니시리즈 《제빵왕 김탁구》 ... 양인목 역
- 2010년 KBS 미니시리즈 《매리는 외박중》 ... 위대한(매리 부) 역
- 2011년 채널A 미니시리즈 《컬러 오브 우먼》 ... 박 사장 역
- 2012년 SBS 미니시리즈 《샐러리맨 초한지》 ... 진호해 역
- 2012년 MBC 주말연속극 《신들의 만찬》 ... 임도식 역
- 2012년 tvN 미니시리즈 《일년에 열두남자》 ... 동건 역
- 2012년 MBN 미니시리즈 《수상한 가족》 ... 천억만 역
- 2012년 KBS 미니시리즈 《해운대 연인들》 ... 부영도 역
- 2012년 KBS 미니시리즈 《울랄라 부부》 ... 악마 조교 역(특별출연)
- 2012년 KBS2 단막극 《드라마 스페셜 - 친구 중에 범인이 있다》 ... 영화의 남편 역
- 2013년 KBS 단막극 《드라마 스페셜 - 유리 반창고》 ... 서경도 역
- 2014년 TV조선 주간드라마 《아내스캔들 - 바람이 분다》 ... 남편 역
- 2014년 TV조선 금토드라마 《불꽃 속으로》 ... 박종열 역
- 2014년 MBC 월화드라마 《트라이앵글》 ... 사북 건달 두목 역
- 2014년 KBS 미니시리즈 《힐러》 ... 채치수 역
- 2015년 KBS 수목드라마 《장사의 신 - 객주 2015》 ... 송만치 역
- 2016년 KBS 월화드라마 《우리집에 사는 남자》 ... 배병우 역
- 2016년 KBS 일일연속극 《다시, 첫사랑》 ... 장영수 대표 역
- 2017년 tvN 월화드라마 《내성적인 보스》 ... 진 상무 역(특별출연)
- 2018년 KBS 주말연속극 《같이 살래요》 ... 양학수 대표 역
- 2019년 KBS 수목드라마 《단, 하나의 사랑》
- 2019년 MBN/iHQ DRAMA 수목드라마 《우아한 가》 ... 허장수 역
- 2020년 SBS 금토드라마 《편의점 샛별이》 ... 발광여고 교무부장 역(특별출연)
- 2020년 tvN 월화드라마 《(아는 건 별로 없지만) 가족입니다》 ... 만호 역
- 2020년 KBS 예능드라마 《좀비탐정》 ... 이광식 역
- 2021년 SBS 금요드라마 《펜트하우스 3》- (특별출연)
- 2021년 KBS 수목드라마 《달리와 감자탕》 ... 안상태 역(특별출연)
- 2025년 KBS 일일드라마 《대운을 잡아라》 ... 최규태 역

### 연극
- 1986년 《햄릿》 ... 오즈리크 역(단역)
- 1987년 《리어 왕》 ... 프랑스 군왕 역(단역)
- 2006년 《안녕하십니까? 수녀님》

### 뮤지컬
- 1993년 《아가씨와 건달들》 ... 베니 사우드스트릿 역(남자 조연)
- 2000년 《아가씨와 건달들》[2]
- 2008년 《진짜 진짜 좋아해》[3]
- 2009년 《더 씽 어바웃 맨》[4]

### 악극
- 1998년 MBC 신파극 《불효자는 웁니다》
- 2003년 MBC 신파극 《속 불효자는 웁니다》[5]

### 뮤직 비디오
- 이루 - 《겨울나기》

### 텔레비전 프로그램
- 2000년 MBC 《2000 미스코리아 선발대회》 ... 스페셜 게스트
- 2000년 KBS2 《서세원 쇼》
- 2000년 MBC 《추석특집 세 친구 쇼》
- 2003년 KBS2 《비타민》
- 2009년 SBS 《놀라운 대회 스타킹》
- 2009년 TVN 《토크 쇼 택시》
- 2010년 MBC 《기분 좋은 날》
- 2012년 MBN 《더 듀엣》
- 2012년 TVN 《재밌는 TV 롤러코스터 2》
- 2012년 SBS 《박상면의 전파왕》
- 2012년 SBS 《정글의 법칙 W》
- 2013년 MBN 《토크대발견 보물섬》
- 2013년 MBC 《나 혼자 산다》 - 주말 부부 기러기 아빠 편
- 2015년 JTBC 《냉장고를 부탁해》
- 2015년 SBS 《동상이몽, 괜찮아 괜찮아》
- 2017년 MBN 《내 손안의 부모님》
- 2017년 SBS 《씬스틸러 - 드라마 전쟁》[6][7]
- 2017년 MBC 《휴먼 다큐 사람이 좋다》[8][9][10]
- 2018년 MBC 《미스터리 음악쇼 복면가왕》 - 집 있는 남자 슈퍼리치 소라게 (참가자)

### 라디오 프로그램
- 2008년 KBS 제2FM 《안재욱, 차태현의 미스터 라디오》 ... 게스트
- 2013년 SBS 파워FM 《두시탈출 컬투쇼》 ... 게스트
- 2016년 EBS FM 《EBS 책 읽는 라디오 낭독 시리즈》 ... 낭독자

### 광고
- 2000년 현대자동차 리베로(송강호와 함께 출연)
- 2000년 해태htb 천하일미(유태평양과 함께 출연)
- 2000년 오리온 센스민트(김현정과 함께 출연)
- 2000년 SK텔레콤 해피투바이
- 2000년 오리온 핫브레이크(김수로, 장항선과 함께 출연)
- 2000년 팔도 푸짐한 왕라면(송강호와 함께 출연)
- 2000년 CMS쿠폰(윤다훈과 함께 출연)
- 2000년 바이오오키	영림수(정웅인과 함께 출연)
- 2000년 삼성전자 매직스테이션(정웅인, 윤다훈과 함께 출연)
- 2000년 현대자동차 베르나(정웅인, 윤다훈과 함께 출연)
- 2000년 KB손해보험(정웅인, 윤다훈과 함께 출연)
- 2001년 세우 양지뜰 매깔 고추장
- 2003년 SK에너지 엔크린
- 2003년 이바돔감자탕
- 2004년 페리카나
- 2010년 동서식품 맥심 아이스 커피믹스(이나영과 함께 출연)

## 수상 및 후보
| 연도 | 시상식                      | 부문                          | 작품               | 결과 |
| ---- | --------------------------- | ----------------------------- | ------------------ | ---- |
| 1999 | 제20회 청룡영화상           | 남우조연상                    | 신장개업           | 후보 |
| 2000 | 제21회 청룡영화상           | 남우조연상                    | 반칙왕             | 후보 |
| 2000 | MBC 코미디대상              | 시트콤부문 연기상             | 세 친구            | 수상 |
| 2000 | MBC 연기대상                | 캐릭터인기상                  | 나쁜 친구들        | 수상 |
| 2001 | MBC 방송연예대상            | 특별탤런트상                  | 연인들             | 수상 |
| 2004 | KBS 연기대상                | 남자 조연상                   | 꽃보다 아름다워    | 후보 |
| 2006 | KBS 연기대상                | 남자 조연상                   | 서울 1945          | 수상 |
| 2008 | SBS 연예대상                | 예능 부문 베스트 엔터테이너상 | 놀라운 대회 스타킹 | 수상 |
| 2010 | 제18회 대한민국문화연예대상 | 탤런트부문 남자 우수상        | 제빵왕 김탁구      | 수상 |
| 2010 | KBS 연기대상                | 남자 조연상                   | 제빵왕 김탁구      | 후보 |

## 기타 경력
- 코레일 한국철도공사 홍보대사(2009년)

## 이외 이력
- 박상면의 숯불 갈비 구이 대표이사
- 서일대학 연극영화학과 겸임교수
- 동아방송예술대학 방송연기학과 겸임교수
- 한국방송예술교육진흥원 방송연예연기학과 전임교수

## 논란
2011년 1월, 연기자 P모 씨의 대마초 흡연 관련 루머가 번지자 관련 당사자가 박상면이라는 루머가 번졌는데 한 달 후 2011년 2월 8일, 대마초 흡연 혐의를 받은 연기자 P모씨가 박용기로 밝혀지면서 그동안 대마초 흡연 연기자 P씨가 박상면이었다는 일부 추측은 사실이 아닌 것으로 밝혀지며 루머 관련 의혹을 벗었다. 그렇지만 2011년 KBS 연기대상 수상 후보자 목록에서는 끝내 제외되었다.

## 가족
- 부모: 박희태(부), 김정순(모)
- 배우자: 김수경(1995년 결혼)
- 자녀: 박윤진(딸)